# Arremon franciscanus
Arremon franciscanus е вид птица от семейство Овесаркови (Emberizidae). Видът е почти застрашен от изчезване.

## Разпространение
Видът е разпространен в Бразилия.